# Emily Rudd
Emily Ellen Rudd (Minnesota, 24 de fevereiro de 1993) é uma atriz americana, que ficou conhecida por interpretar os papéis duplos de Cindy e Abigail Berman na trilogia de filmes de terror da Netflix Fear Street (2021) e Nami na série One Piece (2023), também da Netflix.

## Início da vida
Ela é a segunda filha de Michelle e Jeffrey Rudd. Em seus primeiros anos em Minnesota, Rudd frequentou a St. Paul High School. Ela começou a se interessar por atuar desde muito nova, então, ao terminar a escola, formou-se em artes cênicas e decidiu embarcar na carreira artística. Rudd começou como modelo em sua cidade natal e mais tarde se tornou atriz.

## Carreira
Rudd começou sua carreira participando de vários videoclipes e curtas, desde meados de 2010. Em 2017, ela também participou do telefilme Sea Change e conseguiu papéis menores em programas como Philip K. Dick's Electric Dreams, e a série de antologia da Amazon, The Romanoffs, no ano seguinte, em 2018.
Em 2021, Rudd apareceu em Fear Street Part Two: 1978 e Fear Street Part Three: 1666 nos papéis de Cindy Berman e Abigail, sendo esta considerada sua descoberta no cinema. Ela também foi escalada para um papel recorrente em Hunters. Em 2022, ela apareceu no filme de comédia romântica e ficção científica Moonshot.
Em novembro de 2021, foi anunciado que Emily Rudd foi selecionada como Nami na adaptação live-action do mangá japonês One Piece, de Eiichiro Oda.

## Vida pessoal
Rudd manteve um relacionamento com o produtor de música eletrônica Justin Blau (3LAU) entre 2015 e 2021. Os dois se conheceram quando ela estrelou o videoclipe de "We Came To Bang". Sete meses depois, eles começaram a namorar. Atualmente ela mora em Los Angeles.

## Filmografia

### Filmes
| Ano  | Título                       | Papel                  | Notas                        |
| ---- | ---------------------------- | ---------------------- | ---------------------------- |
| 2021 | Fear Street Part One: 1994   | Cindy Berman           | Foto                         |
| 2021 | Fear Street Part Two: 1978   | Cindy Berman           |                              |
| 2021 | Fear Street Part Three: 1666 | Abigail / Cindy Berman | Filmagens e fotos arquivadas |
| 2022 | Moonshot                     | Gina                   |                              |

### Televisão
| Ano           | Título          | Papel            | Notas                   |
| ------------- | --------------- | ---------------- | ----------------------- |
| 2017          | Sea Change      | Miranda Merchant | Telefilme               |
| 2018          | Electric Dreams | Kim              | Episódio: "São e salvo" |
| 2018          | The Romanoffs   | Ela Hopkins      | Episódio: "Expectativa" |
| 2020          | Dynasty         | Heidi            | 4 episódios             |
| 2023          | Hunters         | Clara            | 7 episódios             |
| 2023–presente | One Piece       | Nami             | Papel principal         |

### Curtas
| Ano  | Título                          | Papel              | Notas |
| ---- | ------------------------------- | ------------------ | ----- |
| 2014 | Secret Santa                    | Garota             |       |
| 2014 | George R.R. Martin's Blank Page | Daenerys Targaryen |       |
| 2016 | Eye for an Eye: A Séance in VR  | Veronica           |       |
| 2017 | House Mother                    | Mischa             |       |
| 2018 | Harper Shadow                   | Harper Shadow      |       |
| 2018 | Spooky Games!                   | Emily              |       |
| 2019 | Max Dynamite                    | Kerry              |       |

### Videoclipes
| Ano  | Título               | Artista                   | Notas |
| ---- | -------------------- | ------------------------- | ----- |
| 2013 | "Three Headed Woman" | Boy & Bear                |       |
| 2014 | "We Came to Bang"    | 3LAU                      |       |
| 2015 | "Can't Deny My Love" | Brandon Flowers           |       |
| 2015 | "I Had This Thing"   | Röyksopp                  |       |
| 2015 | "Revelator Eyes"     | The Paper Kites           |       |
| 2015 | "Bun Up the Dance"   | Dillon Francis & Skrillex |       |
| 2016 | "Let Me Love You"    | DJ Snake                  |       |